# Chamerau
Chamerau település Németországban, azon belül Bajorországban. Lakosainak száma 2576 fő (2023. december 31.).

## Népesség
A település népessége az elmúlt években az alábbi módon változott:
| Lakosok száma | 636  | 1882 | 1538 | 2579 | 2560 | 2553 | 2618 | 2602 | 2575 | 2576 |
|               | 1875 | 1970 | 1975 | 2011 | 2013 | 2014 | 2016 | 2019 | 2021 | 2023 |